# Gunnar Heiberg
Gunnar Heiberg (Christiania, 18 de novembre 1857 - 22 febrer 1929) va ser un dramaturg i director de teatre noruec.

## Obra dramàtica
- Tante Ulrikke (1884)
- Balkonen (1894)
- Gerts Have (1894)
- Folkeraadet (1897)
- Kong Midas (1890)
- Kjaerlighedens tragedie (1904)